# Bahnstrecke Sopron–Kőszeg
| Letzter in Betrieb verbliebener österreichischer Bahnhof Deutschkreutz |                                                                              |                                                           |                                                           |
| Streckennummer: | GySEV: 15D ÖBB: 170 01                                                       |                                                           |                                                           |
| Kursbuchstrecke (ÖBB): | 512 (Wien Meidling–Deutschkreutz) 524 (Wien Meidling–Neckenmarkt-Horitschon) |                                                           |                                                           |
| Kursbuchstrecke (MÁV): | 15                                                                           |                                                           |                                                           |
| Streckenlänge: | 57,7 km                                                                      |                                                           |                                                           |
| Spurweite: | 1435 mm (Normalspur)                                                         |                                                           |                                                           |
| Streckenklasse: | Sopron–Deutschkreutz: D4                                                     |                                                           |                                                           |
| Stromsystem: | Sopron–Deutschkreutz: 25 kV, 50 Hz ~                                         |                                                           |                                                           |
| Maximale Neigung: | 16 ‰                                                                         |                                                           |                                                           |
| Minimaler Radius: | 183 m                                                                        |                                                           |                                                           |
| Streckengeschwindigkeit: | Sopron–Deutschkreutz: 80 km/h                                                |                                                           |                                                           |
| |                                                                              |                                                           |                                                           |
| \| \| \| von Wiener Neustadt Hbf \| \| \| \| \| von Ebenfurth \| \| \| \| −0,205 \| Streckenanfang \| Streckenanfang \| \| \| \| \| \| \| \| 0,000 \| Sopron (Ödenburg) (früher: Ödenburg Raaberbahnhof) \| 198 m ü. A. \| \| \| \| \| \| \| \| \| nach Győr \| \| \| \| \| \| \| \| \| \| Bahnstrecke Sopron–Nagykanizsa nach/von Sopron-Rendező \| \| \| \| \| \| \| \| \| 2,100 2,600 \| Sopron-Rendező déli elágazás \| Sopron-Rendező déli elágazás \| \| \| \| von Sopron-Déli \| \| \| \| \| \| \| \| \| 4,811 \| Harka (Harkau) (früher: Harka-Kópháza (Harkau-Kohlenhof))[1] \| Harka (Harkau) (früher: Harka-Kópháza (Harkau-Kohlenhof))[1] \| \| \| \| \| \| \| \| \| nach Nagykanizsa \| \| \| \| 6,602 \| Staatsgrenze Ungarn – Österreich \| Staatsgrenze Ungarn – Österreich \| \| \| 7,752 \| Feuerbach (6,0 m) \| Feuerbach (6,0 m) \| \| \| 9,352 \| Anschlussbahn Siloanlage Deutschkreutz \| Anschlussbahn Siloanlage Deutschkreutz \| \| \| 9,411 \| Deutschkreutz \| 182 m ü. A. \| \| \| 10,210 \| Ende der ÖBB-Strecke \| Ende der ÖBB-Strecke \| \| \| 10,540 \| Deutschkreutzer Straße (B 62) (41 m) \| Deutschkreutzer Straße (B 62) (41 m) \| \| \| 11,571 \| Deutschkreutzer Straße (2 × 16,5 + 1 × 26,0 m) \| Deutschkreutzer Straße (2 × 16,5 + 1 × 26,0 m) \| \| \| 12,168 \| Goldbach (5,0 m) \| Goldbach (5,0 m) \| \| \| 12,168 \| Brücke (3,0 m) \| Brücke (3,0 m) \| \| \| 13,483 \| Unterpetersdorf \| 218 m ü. A. \| \| \| 16,432 \| Anschlussbahn Lagerhaus Horitschon \| Anschlussbahn Lagerhaus Horitschon \| \| \| 16,252 \| Neckenmarkt-Horitschon \| 245 m ü. A. \| \| \| 18,025 \| Kuchelbach (15,0 m) \| Kuchelbach (15,0 m) \| \| \| 18,959 \| Raiding-Lackendorf \| 270 m ü. A. \| \| \| 20,114 \| Unterfrauenhaid \| Unterfrauenhaid \| \| \| 21,735 \| Deutschkreutzer Straße (2 × 18,0 + 1 × 23,5 m) \| Deutschkreutzer Straße (2 × 18,0 + 1 × 23,5 m) \| \| \| 22,362 \| Lackenbach \| 300 m ü. A. \| \| \| 22,389 \| Anschlussbahn Sägewerk Esterházy \| Anschlussbahn Sägewerk Esterházy \| \| \| 22,666 \| Lackenbach (9,6 m) \| Lackenbach (9,6 m) \| \| \| 23,146 \| Deutschkreutzer Straße (2 × 12,0 + 1 × 17,0 m) \| Deutschkreutzer Straße (2 × 12,0 + 1 × 17,0 m) \| \| \| 23,872 \| Gaberlingbach (9,5 m) \| Gaberlingbach (9,5 m) \| \| \| 27,512 \| Weppersdorf-Kobersdorf \| 300 m ü. A. \| \| \| 27,785 \| Brücke (5,7 m) \| Brücke (5,7 m) \| \| \| 27,942 \| Stooberbach (20,0 m) \| Stooberbach (20,0 m) \| \| \| 28,113 \| Brücke (3,7 m) \| Brücke (3,7 m) \| \| \| 28,475 \| Anschlussbahn \| Anschlussbahn \| \| \| 28,729 \| Tessenbach (5,0 m) \| Tessenbach (5,0 m) \| \| \| 28,888 \| Markt Sankt Martin \| 280 m ü. A. \| \| \| 30,483 \| Burgenland Straße (B 50) (2 × 10,8 + 1 × 17,0 m) \| Burgenland Straße (B 50) (2 × 10,8 + 1 × 17,0 m) \| \| \| 31,265 \| Neutal \| Neutal \| \| \| 34,046 \| Stoob \| Stoob \| \| \| 38,535 \| Gemeindestraße (4,0 m) \| Gemeindestraße (4,0 m) \| \| \| 38,931 \| Oberpullendorf \| 260 m ü. A. \| \| \| 39,280 \| Gemeindestraße (12,0 m) \| Gemeindestraße (12,0 m) \| \| \| 42,690 \| Anschlussbahn Lagerei Handelsges. m.b.H. \| Anschlussbahn Lagerei Handelsges. m.b.H. \| \| \| 42,833 \| Unterpullendorf \| 284 m ü. A. \| \| \| \| von Zalabér (abgetragen) \| \| \| \| 46,745 \| Oberloisdorf \| 248 m ü. A. \| \| \| 46,860 \| Gleisende \| Gleisende \| \| \| 47,000 \| Rabnitz (abgetragen) \| Rabnitz (abgetragen) \| \| \| 49,800 \| Mannersdorf a. d. Rabnitz (abgetragen) \| 322 m ü. A. \| \| \| 52,400 \| Rattersdorf-Liebing (abgetragen) \| 291 m ü. A. \| \| \| 53,101 \| Staatsgrenze Österreich – Ungarn \| Staatsgrenze Österreich – Ungarn \| \| \| 55,700 \| Kőszeg-Sörgyár (abgetragen) \| 322 m ü. A. \| \| \| 57,500 \| \| \| \| \| 57,700 \| Kőszeg (Güns) \| Kőszeg (Güns) \| \| \| \| nach Szombathely \| \| \| \| \| \| \| \| Quellen: Von der Sonnenland Draisinentour genutzter Streckenabschnitt \| \| \| \| |                                                                              |                                                           |                                                           |
| Strecke |                                                                              | von Wiener Neustadt Hbf                                   | von Wiener Neustadt Hbf                                   |
| Abzweig geradeaus und von links |                                                                              | von Ebenfurth                                             | von Ebenfurth                                             |
| Kilometer-Wechsel | −0,205                                                                       | Streckenanfang                                            | Streckenanfang                                            |
| |                                                                              |                                                           |                                                           |
| Bahnhof | 0,000                                                                        | Sopron (Ödenburg) (früher: Ödenburg Raaberbahnhof)        | 198 m ü. A.                                               |
| |                                                                              |                                                           |                                                           |
| Abzweig geradeaus und nach links |                                                                              | nach Győr                                                 | nach Győr                                                 |
| |                                                                              |                                                           |                                                           |
| Abzweig geradeaus, nach links und von links |                                                                              | Bahnstrecke Sopron–Nagykanizsa nach/von Sopron-Rendező    | Bahnstrecke Sopron–Nagykanizsa nach/von Sopron-Rendező    |
| |                                                                              |                                                           |                                                           |
| Blockstelle | 2,100 2,600                                                                  | Sopron-Rendező déli elágazás                              | Sopron-Rendező déli elágazás                              |
| Abzweig geradeaus und ehemals von links |                                                                              | von Sopron-Déli                                           | von Sopron-Déli                                           |
| |                                                                              |                                                           |                                                           |
| Dienststation / Betriebs- oder Güterbahnhof | 4,811                                                                        | Harka (Harkau) (früher: Harka-Kópháza (Harkau-Kohlenhof)) | Harka (Harkau) (früher: Harka-Kópháza (Harkau-Kohlenhof)) |
| |                                                                              |                                                           |                                                           |
| Abzweig geradeaus und nach links |                                                                              | nach Nagykanizsa                                          | nach Nagykanizsa                                          |
| Grenze | 6,602                                                                        | Staatsgrenze Ungarn – Österreich                          | Staatsgrenze Ungarn – Österreich                          |
| Brücke über Wasserlauf | 7,752                                                                        | Feuerbach (6,0 m)                                         | Feuerbach (6,0 m)                                         |
| Abzweig geradeaus und von rechts | 9,352                                                                        | Anschlussbahn Siloanlage Deutschkreutz                    | Anschlussbahn Siloanlage Deutschkreutz                    |
| Bahnhof | 9,411                                                                        | Deutschkreutz                                             | 182 m ü. A.                                               |
| | 10,210                                                                       | Ende der ÖBB-Strecke                                      | Ende der ÖBB-Strecke                                      |
| Strecke mit Straßenbrücke (Strecke außer Betrieb) | 10,540                                                                       | Deutschkreutzer Straße (B 62) (41 m)                      | Deutschkreutzer Straße (B 62) (41 m)                      |
| Strecke mit Straßenbrücke (Strecke außer Betrieb) | 11,571                                                                       | Deutschkreutzer Straße (2 × 16,5 + 1 × 26,0 m)            | Deutschkreutzer Straße (2 × 16,5 + 1 × 26,0 m)            |
| Brücke über Wasserlauf (Strecke außer Betrieb) | 12,168                                                                       | Goldbach (5,0 m)                                          | Goldbach (5,0 m)                                          |
| Brücke (Strecke außer Betrieb) | 12,168                                                                       | Brücke (3,0 m)                                            | Brücke (3,0 m)                                            |
| Haltepunkt / Haltestelle (Strecke außer Betrieb) | 13,483                                                                       | Unterpetersdorf                                           | 218 m ü. A.                                               |
| Abzweig geradeaus und von links (Strecke außer Betrieb) | 16,432                                                                       | Anschlussbahn Lagerhaus Horitschon                        | Anschlussbahn Lagerhaus Horitschon                        |
| Bahnhof (Strecke außer Betrieb) | 16,252                                                                       | Neckenmarkt-Horitschon                                    | 245 m ü. A.                                               |
| Brücke über Wasserlauf (Strecke außer Betrieb) | 18,025                                                                       | Kuchelbach (15,0 m)                                       | Kuchelbach (15,0 m)                                       |
| Haltepunkt / Haltestelle (Strecke außer Betrieb) | 18,959                                                                       | Raiding-Lackendorf                                        | 270 m ü. A.                                               |
| Haltepunkt / Haltestelle (Strecke außer Betrieb) | 20,114                                                                       | Unterfrauenhaid                                           | Unterfrauenhaid                                           |
| Strecke mit Straßenbrücke (Strecke außer Betrieb) | 21,735                                                                       | Deutschkreutzer Straße (2 × 18,0 + 1 × 23,5 m)            | Deutschkreutzer Straße (2 × 18,0 + 1 × 23,5 m)            |
| Bahnhof (Strecke außer Betrieb) | 22,362                                                                       | Lackenbach                                                | 300 m ü. A.                                               |
| Abzweig geradeaus und nach rechts (Strecke außer Betrieb) | 22,389                                                                       | Anschlussbahn Sägewerk Esterházy                          | Anschlussbahn Sägewerk Esterházy                          |
| Brücke über Wasserlauf (Strecke außer Betrieb) | 22,666                                                                       | Lackenbach (9,6 m)                                        | Lackenbach (9,6 m)                                        |
| Strecke mit Straßenbrücke (Strecke außer Betrieb) | 23,146                                                                       | Deutschkreutzer Straße (2 × 12,0 + 1 × 17,0 m)            | Deutschkreutzer Straße (2 × 12,0 + 1 × 17,0 m)            |
| Brücke über Wasserlauf (Strecke außer Betrieb) | 23,872                                                                       | Gaberlingbach (9,5 m)                                     | Gaberlingbach (9,5 m)                                     |
| Haltepunkt / Haltestelle (Strecke außer Betrieb) | 27,512                                                                       | Weppersdorf-Kobersdorf                                    | 300 m ü. A.                                               |
| Brücke (Strecke außer Betrieb) | 27,785                                                                       | Brücke (5,7 m)                                            | Brücke (5,7 m)                                            |
| Brücke über Wasserlauf (Strecke außer Betrieb) | 27,942                                                                       | Stooberbach (20,0 m)                                      | Stooberbach (20,0 m)                                      |
| Brücke (Strecke außer Betrieb) | 28,113                                                                       | Brücke (3,7 m)                                            | Brücke (3,7 m)                                            |
| Abzweig geradeaus und nach rechts (Strecke außer Betrieb) | 28,475                                                                       | Anschlussbahn                                             | Anschlussbahn                                             |
| Brücke über Wasserlauf (Strecke außer Betrieb) | 28,729                                                                       | Tessenbach (5,0 m)                                        | Tessenbach (5,0 m)                                        |
| Bahnhof (Strecke außer Betrieb) | 28,888                                                                       | Markt Sankt Martin                                        | 280 m ü. A.                                               |
| Brücke (Strecke außer Betrieb) | 30,483                                                                       | Burgenland Straße (B 50) (2 × 10,8 + 1 × 17,0 m)          | Burgenland Straße (B 50) (2 × 10,8 + 1 × 17,0 m)          |
| Haltepunkt / Haltestelle (Strecke außer Betrieb) | 31,265                                                                       | Neutal                                                    | Neutal                                                    |
| Bahnhof (Strecke außer Betrieb) | 34,046                                                                       | Stoob                                                     | Stoob                                                     |
| Brücke (Strecke außer Betrieb) | 38,535                                                                       | Gemeindestraße (4,0 m)                                    | Gemeindestraße (4,0 m)                                    |
| Bahnhof (Strecke außer Betrieb) | 38,931                                                                       | Oberpullendorf                                            | 260 m ü. A.                                               |
| Brücke (Strecke außer Betrieb) | 39,280                                                                       | Gemeindestraße (12,0 m)                                   | Gemeindestraße (12,0 m)                                   |
| Abzweig geradeaus und nach links (Strecke außer Betrieb) | 42,690                                                                       | Anschlussbahn Lagerei Handelsges. m.b.H.                  | Anschlussbahn Lagerei Handelsges. m.b.H.                  |
| Haltepunkt / Haltestelle (Strecke außer Betrieb) | 42,833                                                                       | Unterpullendorf                                           | 284 m ü. A.                                               |
| Abzweig geradeaus und von links (Strecke außer Betrieb) |                                                                              | von Zalabér (abgetragen)                                  | von Zalabér (abgetragen)                                  |
| Bahnhof (Strecke außer Betrieb) | 46,745                                                                       | Oberloisdorf                                              | 248 m ü. A.                                               |
| Kilometer-Wechsel (Strecke außer Betrieb) | 46,860                                                                       | Gleisende                                                 | Gleisende                                                 |
| Brücke über Wasserlauf (Strecke außer Betrieb) | 47,000                                                                       | Rabnitz (abgetragen)                                      | Rabnitz (abgetragen)                                      |
| Haltepunkt / Haltestelle (Strecke außer Betrieb) | 49,800                                                                       | Mannersdorf a. d. Rabnitz (abgetragen)                    | 322 m ü. A.                                               |
| Bahnhof (Strecke außer Betrieb) | 52,400                                                                       | Rattersdorf-Liebing (abgetragen)                          | 291 m ü. A.                                               |
| Grenze (Strecke außer Betrieb) | 53,101                                                                       | Staatsgrenze Österreich – Ungarn                          | Staatsgrenze Österreich – Ungarn                          |
| Haltepunkt / Haltestelle (Strecke außer Betrieb) | 55,700                                                                       | Kőszeg-Sörgyár (abgetragen)                               | 322 m ü. A.                                               |
| | 57,500                                                                       |                                                           |                                                           |
| Bahnhof | 57,700                                                                       | Kőszeg (Güns)                                             | Kőszeg (Güns)                                             |
| Strecke |                                                                              | nach Szombathely                                          | nach Szombathely                                          |
| |                                                                              |                                                           |                                                           |
| Quellen: Von der Sonnenland Draisinentour genutzter Streckenabschnitt |                                                                              |                                                           |                                                           |

Die Bahnstrecke Sopron–Kőszeg (auch als Burgenlandbahn oder Günser Bahn bezeichnet) ist eine Nebenbahn in Ungarn und Österreich. Sie gehört zu den Österreichischen Bundesbahnen und verläuft in Nord-Süd-Richtung von Sopron im Komitat Győr-Moson-Sopron durch den Bezirk Oberpullendorf im Burgenland nach Kőszeg im Komitat Vas. Lediglich der nördlichste Abschnitt zwischen Sopron und Deutschkreutz wird noch für öffentlichen Zugverkehr genutzt.
Zur Zeit ihrer Eröffnung im Jahr 1908 gehörte sie vollständig zum Königreich Ungarn. Erst mit dem Anschluss des Burgenlandes an Österreich am 25. Jänner 1921 kam der größte Teil dieses Gebiets zur Republik Österreich. Seit der Betriebseinstellung zwischen Deutschkreutz und Neckenmarkt-Horitschon im Jahr 2013 befindet sich der einzige betriebene Bahnhof auf österreichischer Seite in Deutschkreutz. Von dort fährt jede Stunde ein Zug nach Bratislava-Petržalka.

## Geschichte

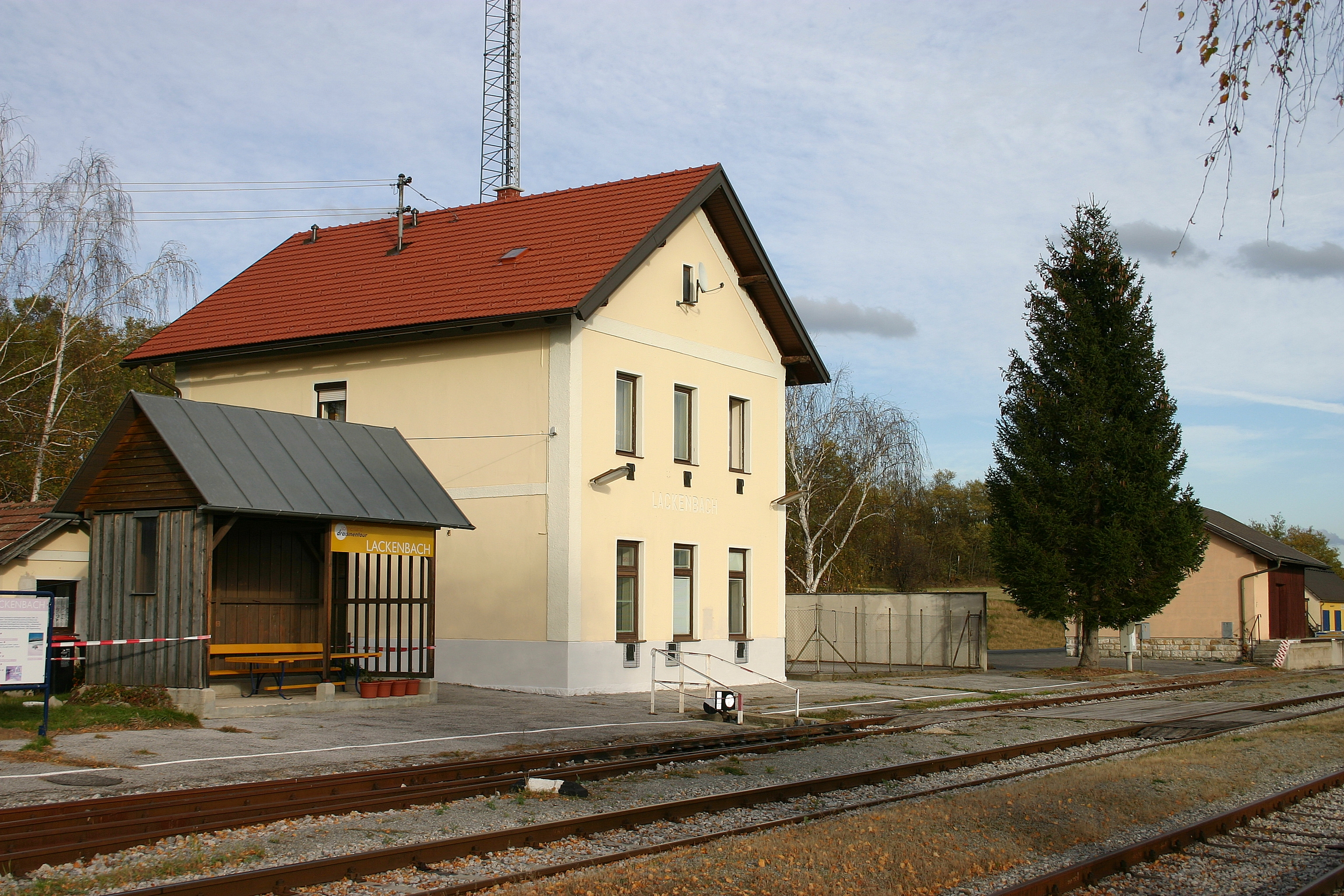
Ehemaliger Bahnhof Lackenbach; heute fährt hier nur mehr die Draisinentour

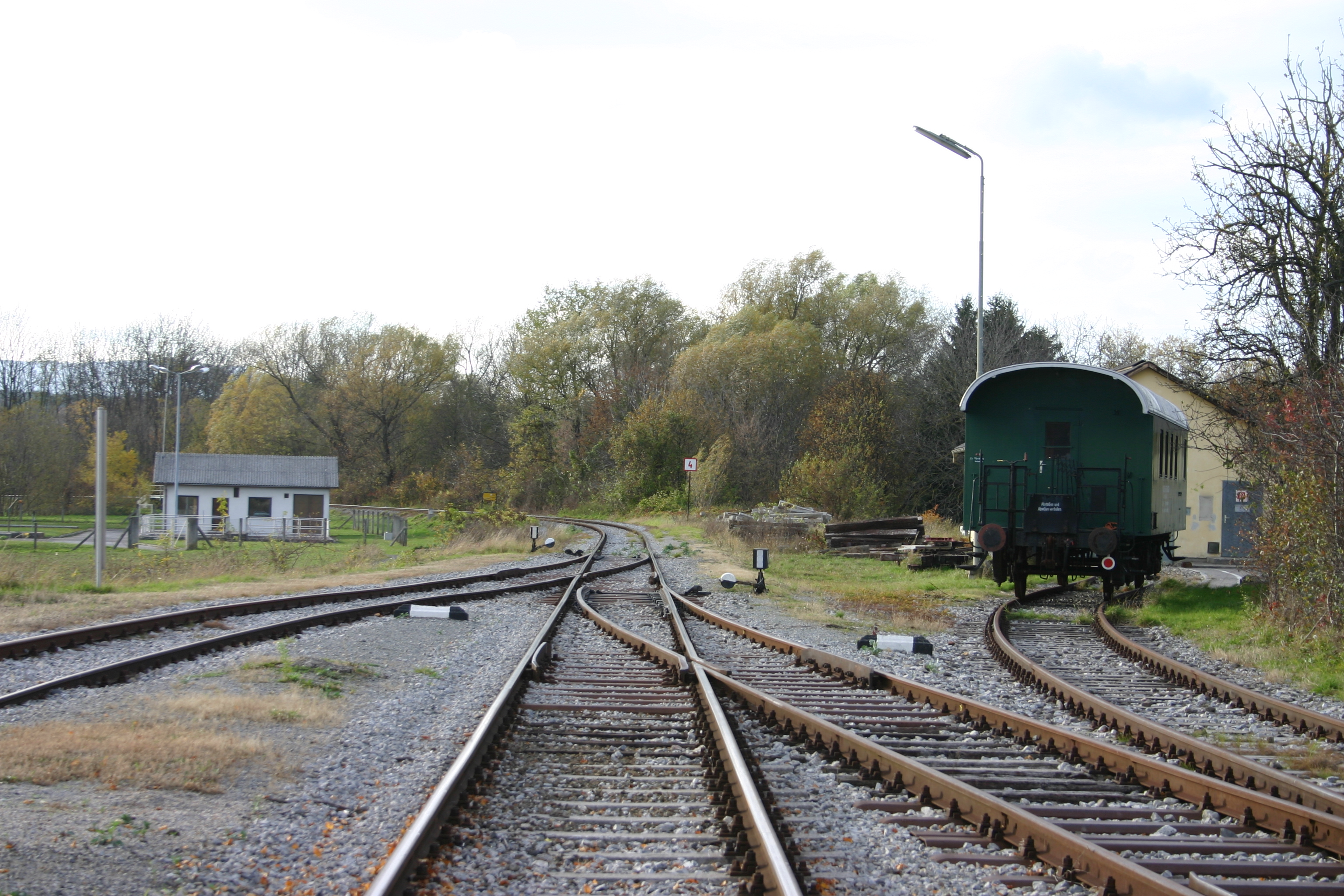
Ehemaliger Bahnhof Lackenbach in Blickrichtung Oberloisdorf, hier zweigte die Anschlussbahn zum Sägewerk Esterházy ab

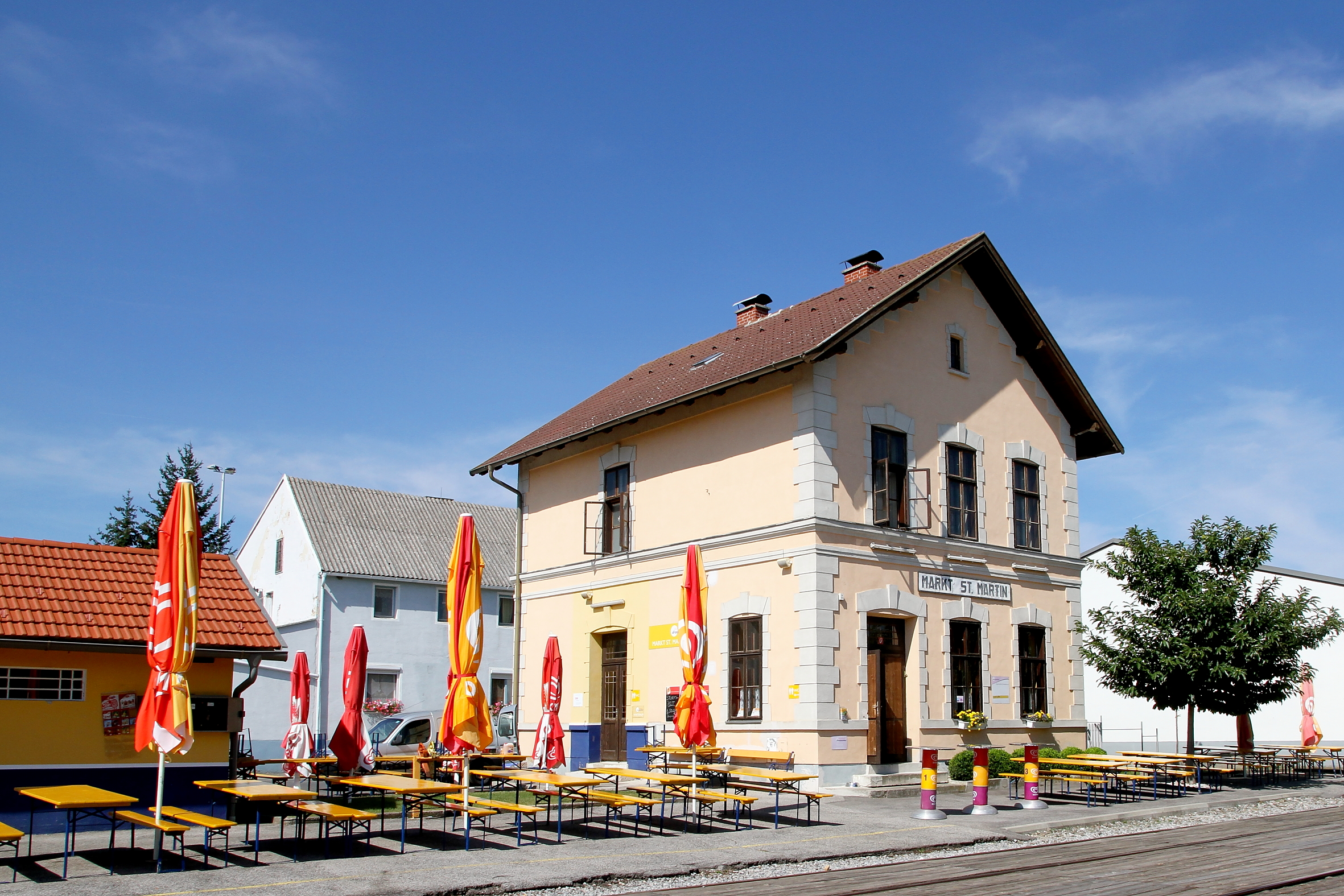
Der ehemalige Bahnhof Markt St. Martin steht unter Denkmalschutz

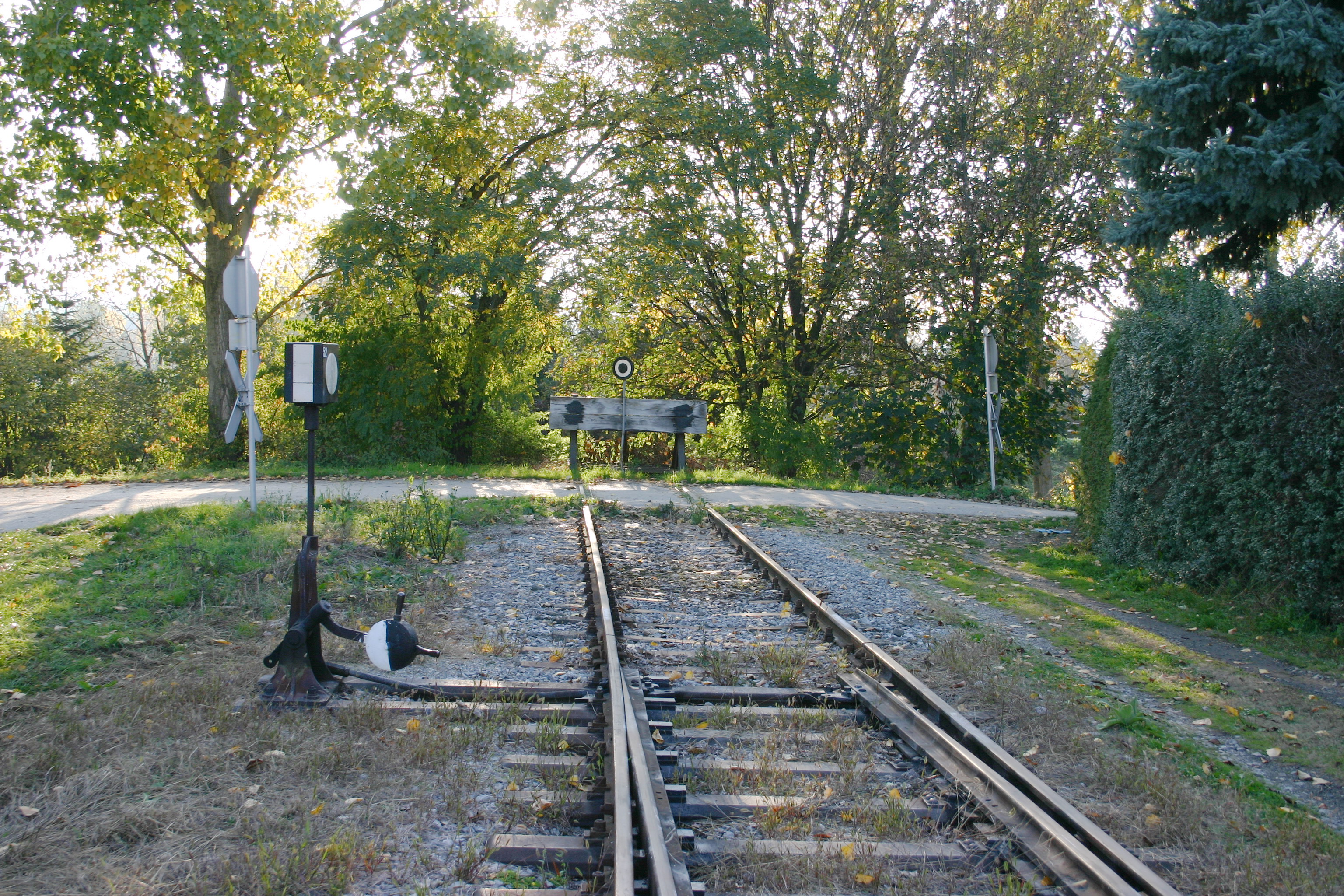
Streckenende im Bahnhof Oberloisdorf (Kilometer 46,860)

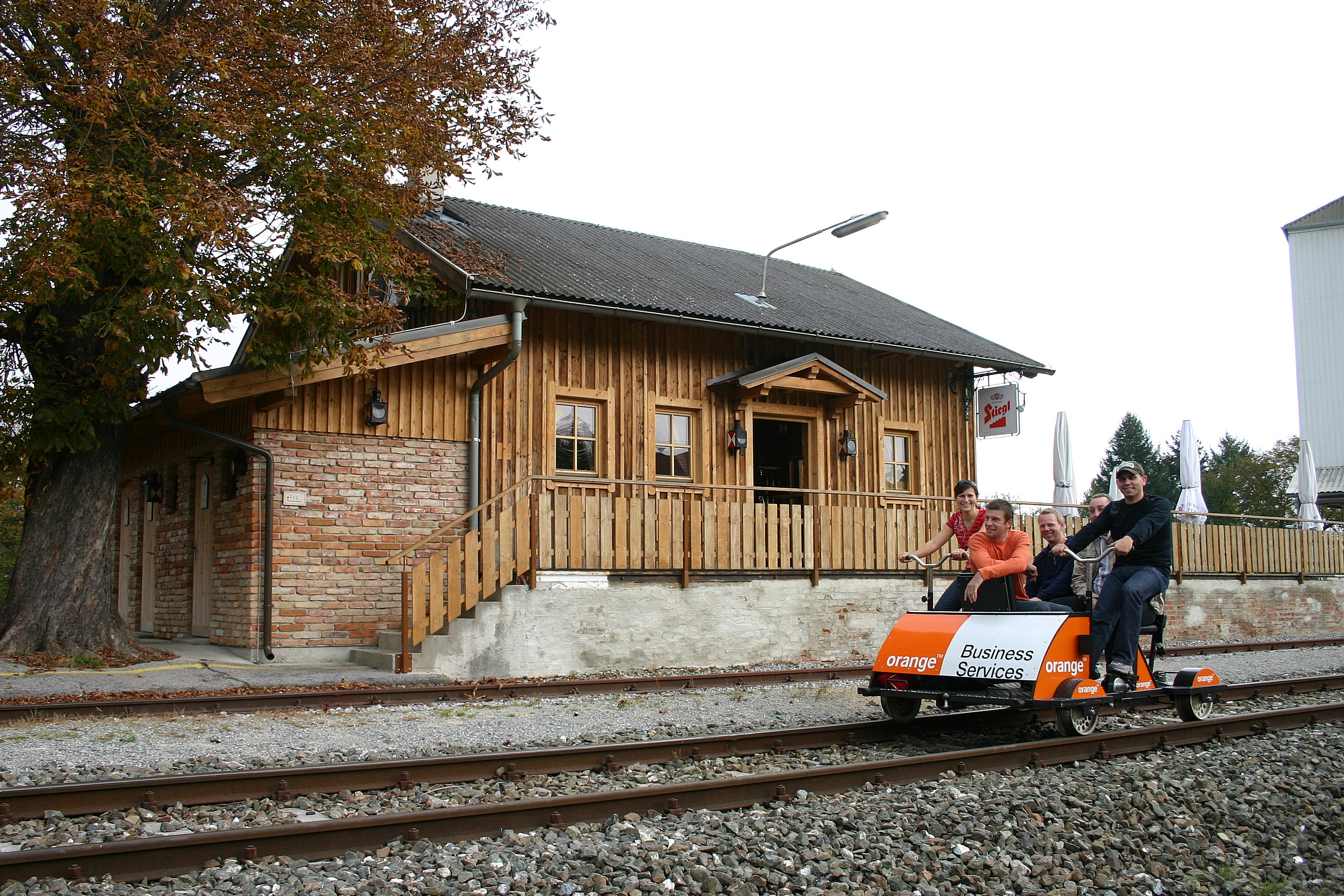
Heutige Nutzung für die Draisinentour (hier bei Stoob)

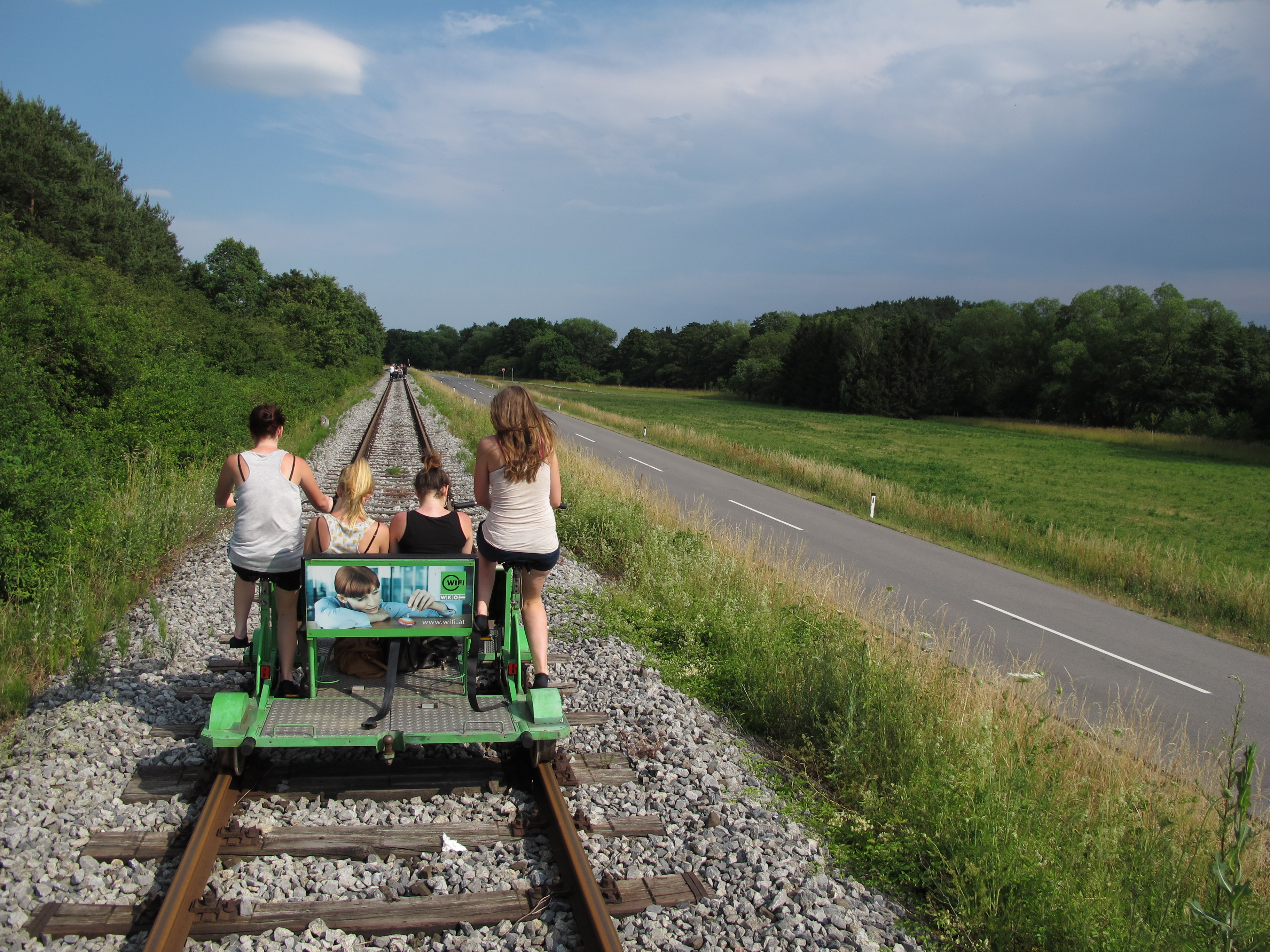
Draisinenfahrt bei Raiding

Die Strecke Ödenburg–Güns wurde am 19. Juni 1907 durch das Ungarische Handelsministerium konzessioniert. Konzessionär war die „Sopron-Kőszeger Vicinalbahn AG“. Die Inbetriebnahme erfolgte am 5. November 1908. In der Schlussphase des Bahnbaues kam es bei Weppersdorf zu einem schweren Unglück, bei welchem ein offenbar zu schnell fahrender Schotterzug mit 10 Waggons in einer Kurve entgleiste und den Bahndamm hinunterstürzte. Mindestens vier Arbeiter kamen ums Leben und es gab mehrere Schwerverletzte, darunter Lokomotivführer und Heizer.
Die Bahnlinie stellte den Anschluss an die am 1. August 1883 eröffnete Lokalbahn Szombathely–Kőszeg her, ab 1913 gab es zudem in Oberloisdorf Anschluss an die Lokalbahn von Zalabér.
Infolge der Abtretung des Burgenlandes an Österreich wurde die Bahnstrecke zweimal von der neuen Staatsgrenze durchtrennt. Die Strecke wurde noch bis Ende 1921 von den königlich ungarischen Staatseisenbahnen auf Rechnung der Eigentümer betrieben. Zwischen Sopron und Harka wurde das Streckengleis dabei parallel zu dem der Bahnstrecke Sopron–Nagykanizsa der Südbahn-Gesellschaft verlegt. 1953 wurde dieser Parallelbetrieb eingestellt, seitdem wird nur noch das Streckengleis der Bahnstrecke Sopron–Kőszeg benutzt.
Ab 1. Jänner 1922 erfolgte der Betrieb auf Rechnung des Eigentümers durch die Österreichischen Staatsbahnen (ÖStB), die ab 1923 in den selbständigen Wirtschaftskörper Österreichische Bundesbahnen (BBÖ) umgewandelt wurden. Diese führten in den Jahren 1922 bis 1924 gemeinsam mit der Eisenbahn Wien–Aspang (EWA) und der Raaberbahn (GySEV) beschleunigte Personenzüge von Wien Nordbahnhof über die Aspangbahn, die Lokalbahn Wittmannsdorf–Ebenfurth sowie Sopron (GySEV) nach Güns, die auch einen Speisewagen der EWA mitführten. Während diese Züge bei EWA und GySEV als Schnellzug geführt wurden, wurde ab Sopron als normaler Personenzug mit Halt in allen Stationen gefahren. Ab 1924 führten die BBÖ diese Züge auf den von der Südbahn übernommenen Strecken, womit die Führung eines Speisewagens entfiel.
Mit Wirksamkeit vom 1. Juli 1929 wurde die Strecke (damals auch Oberpullendorfer Bahn genannt) vom Schiedsgericht des Völkerbunds zu Österreichs Eigentum erklärt, für das in 65 Jahresraten insgesamt 7 Millionen Schilling (508.710 Euro) an Ungarn zu zahlen waren. Mit 1. November 1930 ging schließlich die gesamte Bahnstrecke an die BBÖ über, von diesem Tag an versahen österreichische Bahnorgane den Zugdienst.
Während der Zeit des Zweiten Weltkriegs wurde die Strecke von der Deutschen Reichsbahn (DR) betrieben. Als der Eiserne Vorhang nach dem Zweiten Weltkrieg immer undurchdringlicher wurde, musste der Personenverkehr vom Grenzbahnhof Rattersdorf-Liebing in Richtung Ungarn am 6. Oktober 1951 eingestellt werden; der Güterverkehr folgte am 1. September 1960.
Der Korridor-Verkehr von Niederösterreich ins Burgenland durfte jedoch auf Grund der völkerrechtlichen Verträge zwischen Österreich und Ungarn die Bahnstrecke über Sopron in all den folgenden Jahrzehnten benutzen. Um 1965 wurde noch eine neue Triebwagenhalle in Rattersdorf-Liebing gebaut, um die dort übernachtenden Dieseltriebwagen beherbergen zu können. Allerdings wurden ab 28. April 1969 als Endpunkte des Personenverkehrs Oberpullendorf und des Güterverkehrs Oberloisdorf festgelegt, Grund dürfte eine Senkung des Bahndammes hinter Oberloisdorf gewesen sein. Der anschließende Streckenteil zwischen Oberloisdorf und Kőszeg/Güns wurde ab dem Streckenkilometer 46,860 abgebaut, die ehemalige Trasse ist noch im Gelände erkennbar. Lediglich auf ungarischem Staatsgebiet ist in weiten Bereichen noch das Streckengleis zu finden, was seine Ursache darin hat, dass die ÖBB dort noch Grundeigentümer sind.
Ab den 1960er Jahren kamen Dieseltriebwagen älterer Bauart, u. a. die Baureihen 5044 und 5046 zum Einsatz. Mit dem Fahrplanwechsel am 29. Mai 1988 wurde der Personenverkehr zunächst auf den Abschnitt Sopron–Deutschkreutz beschränkt. Von Mai 1989 bis Mai 2000 wurde die Strecke wieder bis Lackenbach befahren, zum Einsatz kamen nun die modernen ÖBB 5047. Mit der Elektrifizierung des Abschnitts Sopron–Deutschkreutz wurde der Personenverkehr zwischen Lackenbach und Deutschkreutz am 28. Mai 2000 neuerlich eingestellt.
Am 6. September 1999 begannen die Bauarbeiten zur Elektrifizierung der Strecke von Sopron bis Deutschkreutz symbolisch mit der ersten Setzung eines Fahrleitungsmastes an der Staatsgrenze. Die Fahrleitungsmontage erfolgte zwischen Februar und Anfang Mai 2000. Nebenbei wurden in den Bahnhöfen Harka und Deutschkreutz neue Sicherungsanlagen errichtet und die Höchstgeschwindigkeit abschnittsweise auf 110 km/h erhöht. Am 24. Mai 2000 wurde die Fahrleitung unter Strom gesetzt und die ersten Probefahrten durchgeführt. Der Planbetrieb wurde am 28. Mai 2000 aufgenommen.
Die Elektrifizierung führte zu einer bis dahin einmaligen Besonderheit im ÖBB-Eisenbahnnetz: Um nicht lange Bahnstromleitungen errichten zu müssen – das nächstgelegene Unterwerk befindet sich beim Bahnhof Wiener Neustadt –, wurde der kurze Abschnitt bis zum Bahnhof Deutschkreutz nicht mit dem bei den ÖBB allgemein gebräuchlichen Wechselstromsystem von 15 kV und 16,7 Hz ausgestattet, sondern mit dem bei der Raaberbahn sowie in Ungarn verwendeten Wechselstromsystem von 25 kV und 50 Hz. Betrieblich stellt dies kein Problem dar, da ohnedies Zweisystemfahrzeuge eingesetzt werden müssen; die Elektrifizierung auf österreichischem Gebiet wurde der Raaberbahn (ROeEE) übertragen.
Das Land Burgenland und die ÖBB unterzeichneten Ende 2005 für die nächsten 15 Jahre einen Verkehrsdienstevertrag, um unter anderem auf dem Streckenabschnitt Deutschkreutz–Neckenmarkt-Horitschon das Angebot zu erweitern.
Am 9. Dezember 2007 wurde der Personenverkehr im Abschnitt Deutschkreutz–Neckenmarkt-Horitschon in eingeschränktem Umfang provisorisch wieder aufgenommen. Von 2008 bis 2011 bestand ein Taktfahrplan über den ganzen Tag, der aber mit 1. August 2011 wieder eingestellt wurde, da eine Veränderung der Bundesfinanzierung eintrat sowie die durchschnittliche Auslastung der betroffenen Züge nur etwa drei bis vier Fahrgäste und somit unter 5 % betrug. Zuletzt verkehrten im Fahrplan 2012 nur drei Züge abends nach Neckenmarkt-Horitschon und drei Züge frühmorgens zurück. Ihre Garnituren waren teilweise im Bahnhof Neckenmarkt-Horitschon abgestellt. Es gab Bestrebungen, den genannten Abschnitt, der nur geringe Geschwindigkeiten zulässt, auszubauen und zu elektrifizieren, damit auch die mit Elektro-Triebfahrzeugen bespannten Züge bis Neckenmarkt-Horitschon verkehren können. Jedoch kam es nicht mehr dazu, da der Personenverkehr zwischen Deutschkreutz und Neckenmarkt-Horitschon im August 2013 neuerlich eingestellt wurde. Am Freitag, dem 2. August 2013, um 05:32 Uhr verließ der letzte Personenzug (REX 1812 „Therme Linsberg Asia“) den Bahnhof in Neckenmarkt-Horitschon.

### Nicht verwirklichte Planungen
Schon vor 1925 bestand das (von der Bundesverwaltung bei Planung und Finanzen nicht unterstützte) Vorhaben, von Markt Sankt Martin (über Kobersdorf und Sieggraben) eine Lokalbahn nach Mattersburg zu bauen, die diesen von Österreich vollständig abgeschlossenen Teil des Burgenlandes unter Umgehung des ungarischen Hoheitsgebiets mit der Mattersburger Bahn und im Weiteren mit der Südbahn verbunden hätte. Am 6. Oktober 1925 wurde dazu vom Landeshauptmann die Bewilligung technischer Vorarbeiten in Aussicht gestellt.

### Streckeneinstellung ab Deutschkreutz
Mit 15. Dezember 2013 wurde der gesamte Verkehr zwischen Deutschkreutz und Oberloisdorf eingestellt. Im September 2013 wurde die Strecke von den ÖBB an die sonnenland railtour gmbh verkauft. Diese betreibt die Strecke seither als Anschlussbahn. Auf der Strecke zwischen Neckenmarkt-Horitschon und Oberpullendorf werden außerdem seit Juni 2004 Fahrten mit Fahrraddraisinen als Draisinentour angeboten. Die Firma sonnenland draisinentour gmbh hatte ursprünglich zu diesem Zwecke die Strecke von den Österreichischen Bundesbahnen gepachtet. Anfangs fuhren jeden Werktag vormittags die Güterzüge und ab 13:00 Uhr die Fahrraddraisinen. An Samstagen, Sonn- und Feiertagen konnten dabei schon ab 09:00 Uhr die Draisinen verkehren. Seit dem Jahr 2014 fahren die Draisinen an Werktagen jeweils ab 10:00 Uhr und an Wochenenden ab 09:00 Uhr. Die Draisinen fahren abwechselnd in beide Richtungen: An geraden Kalendertagen von Horitschon / Neckenmarkt nach Oberpullendorf und an ungeraden Kalendertagen in die andere Richtung.

## Streckenverlauf
Die Strecke verlässt den Bahnhof Sopron Richtung Südosten gebündelt mit der Raab-Oedenburg-Ebenfurter Eisenbahn Sopron–Nagykanizsa. Bei Kópháza biegt die Burgenlandbahn nach Süden in Richtung Deutschkreutz und der Staatsgrenze zu Österreich ab. Ab Deutschkreutz verläuft die Bahnstrecke in Richtung Westen in der Goldbach (Ikva)-Senke und wechselt vor Horitschon über einen unmerklichen Rücken in das Tal des Frauenbrunnbaches. Unter für Lokalbahnen typischer, linienverlängernder Anbindung von Lackenbach erreicht die Strecke Weppersdorf, wo eine flache Kehrschleife in das Stooberbachtal hinunter angelegt wurde, dem sie an dessen Westseite zunächst bis Oberpullendorf kurvenreich folgt.
Weiter führt sie dann südostwärts nach Unterpullendorf, wo der Riedel südostwärts ins Rabnitztal und nach Oberloisdorf gequert wurde. Der heute weitgehend abgetragene Streckenteil hinter Oberloisdorf querte südwärts den Höhenzug zum Günstal, in welches bei Rattersdorf nach Osten eingeschwenkt wurde. Dem Günstal entlang lief die Strecke dann bis Kőszeg.

## Ehemalige Bahnhöfe und Haltestellen

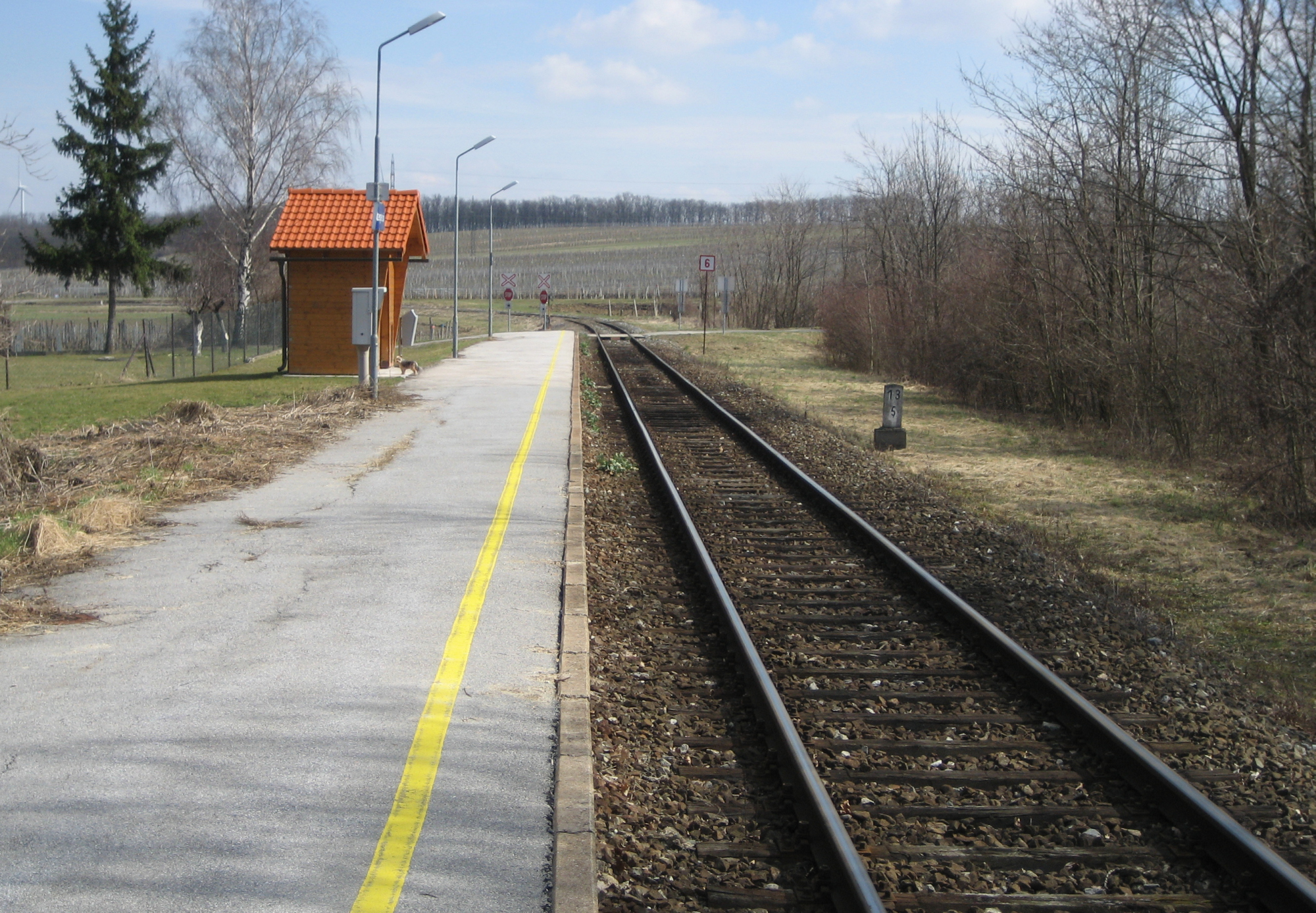
Haltestelle Unterpetersdorf
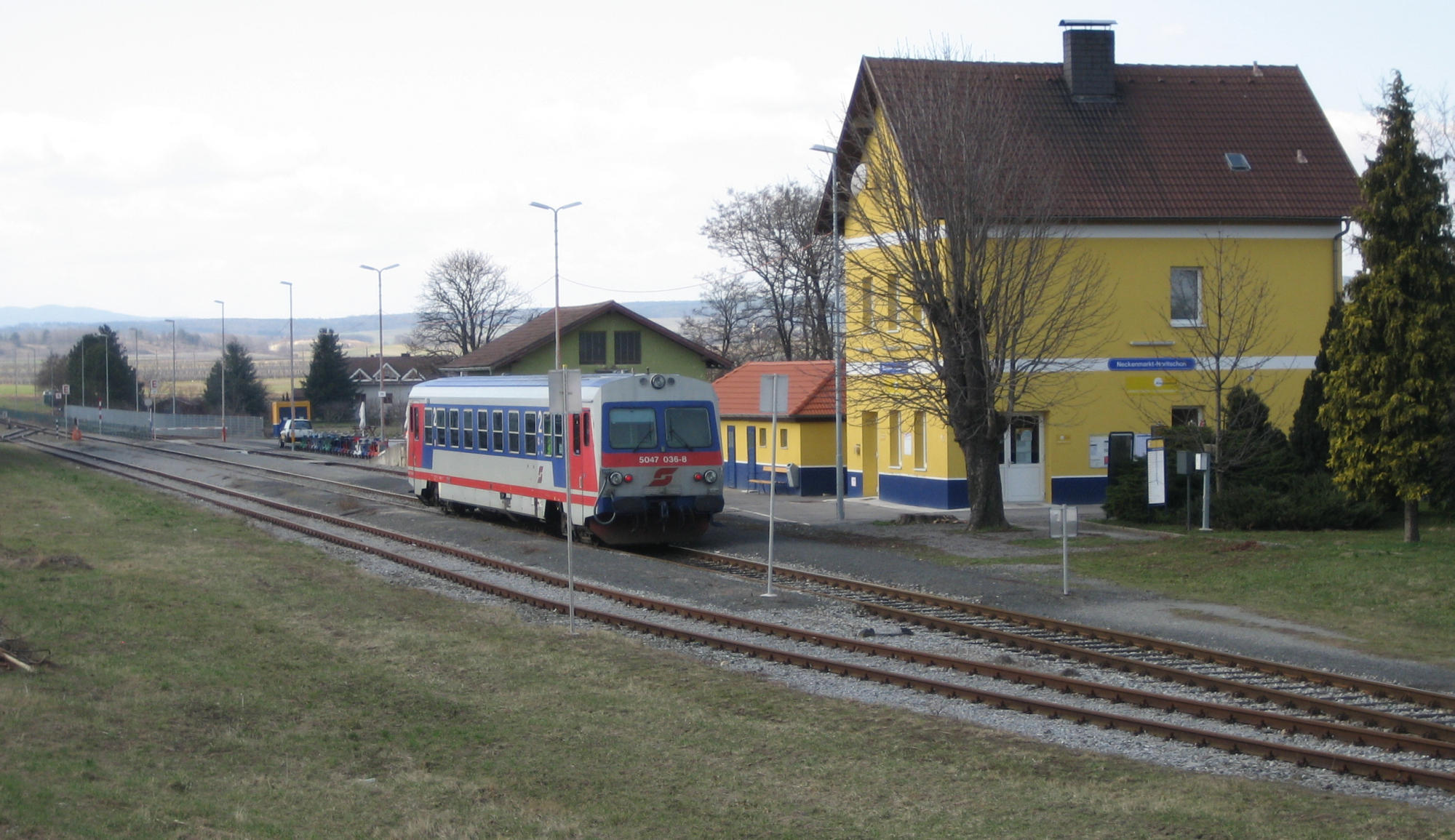
Bahnhof Neckenmarkt-Horitschon
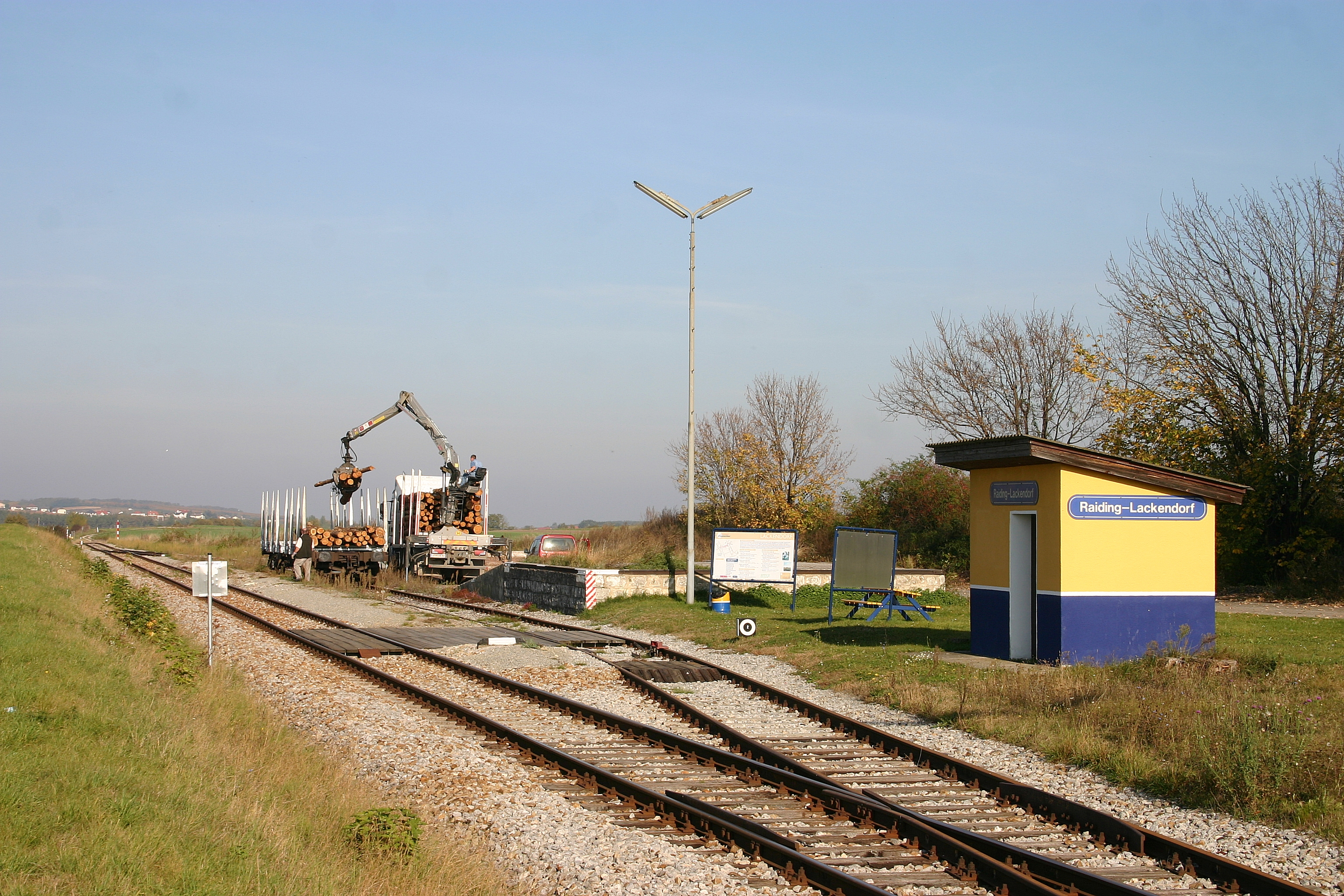
Halte- und Ladestelle Raiding-Lackendorf
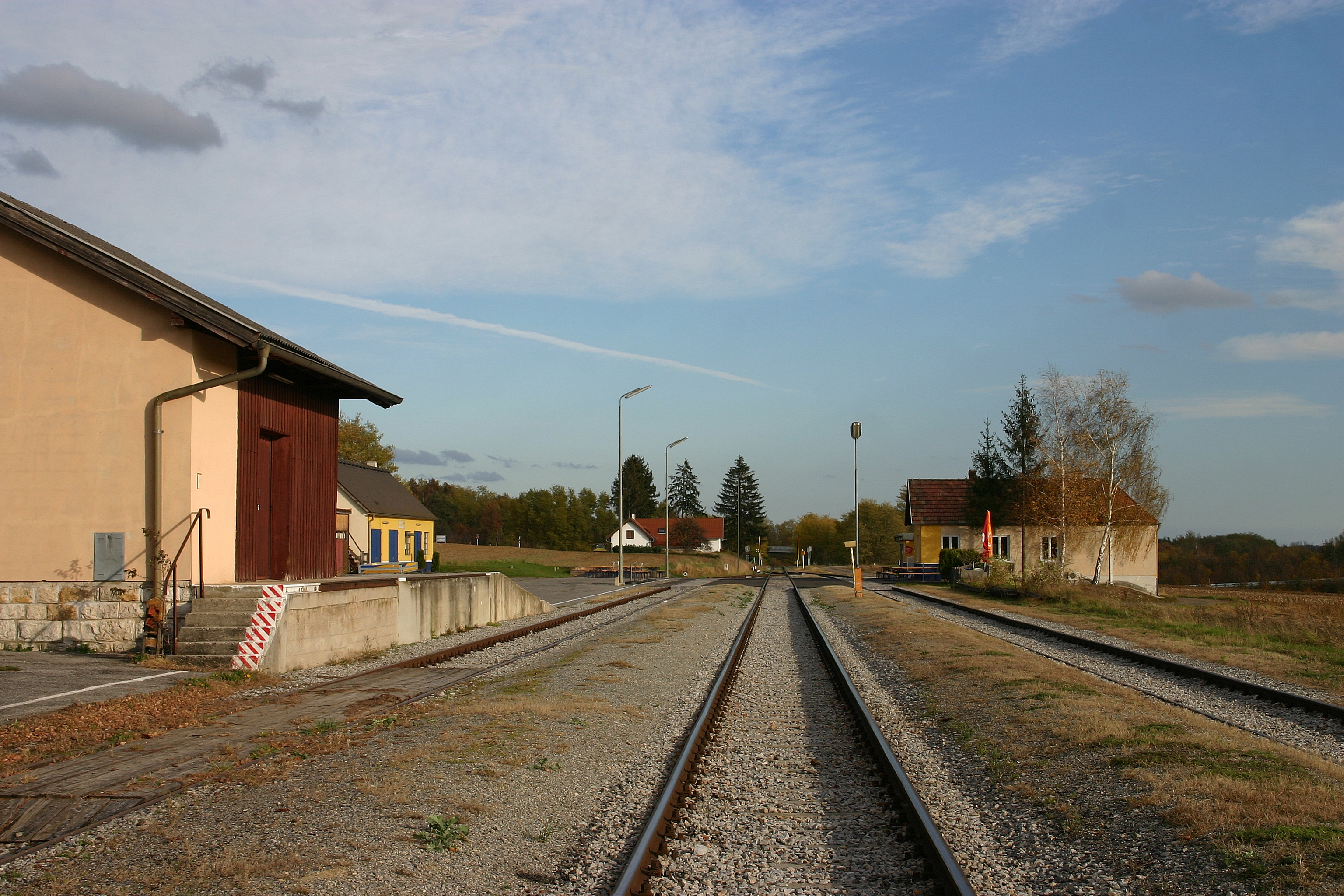
Bahnhof Lackenbach in Blickrichtung Deutschkreutz
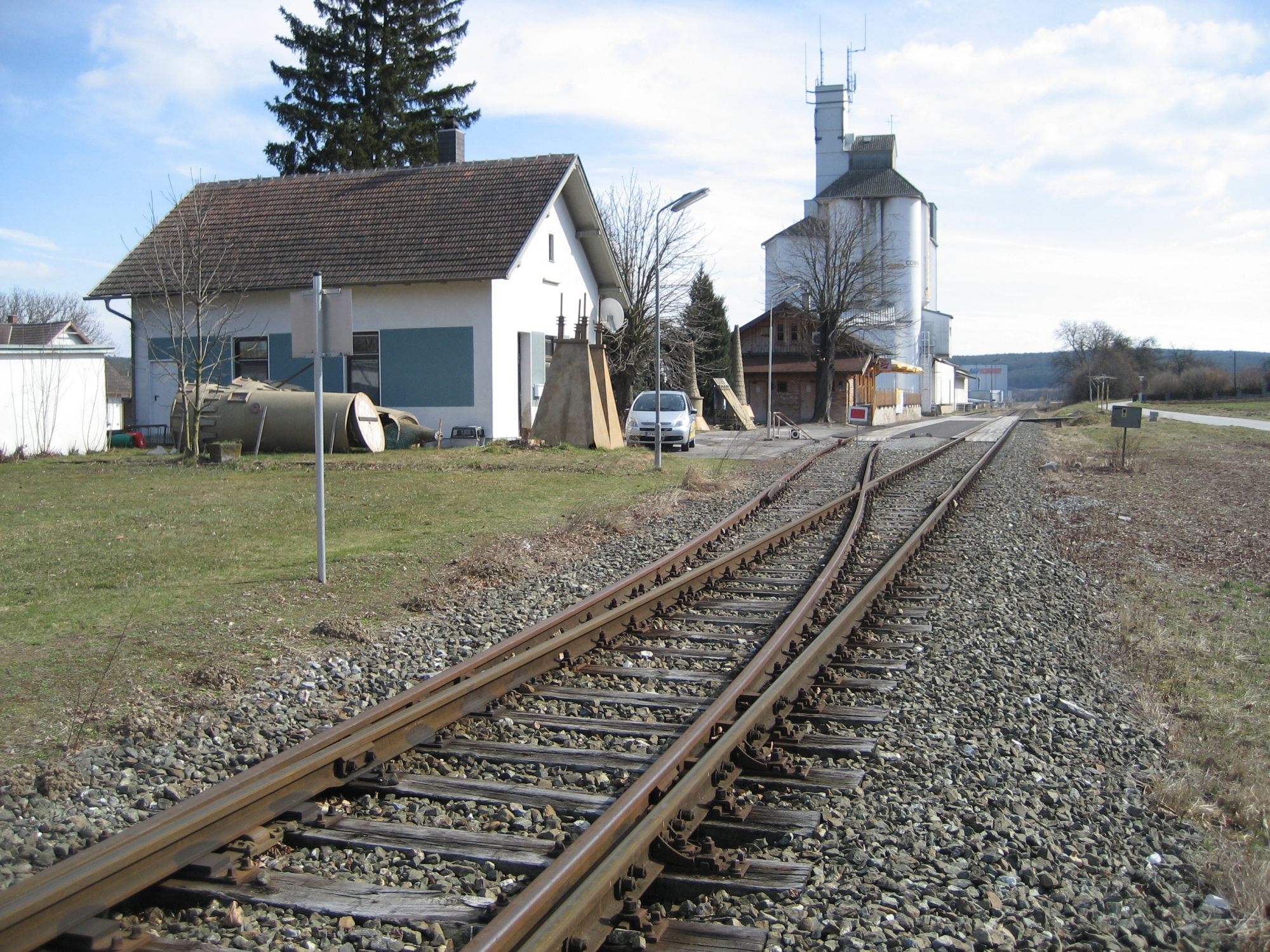
Bahnhof Stoob
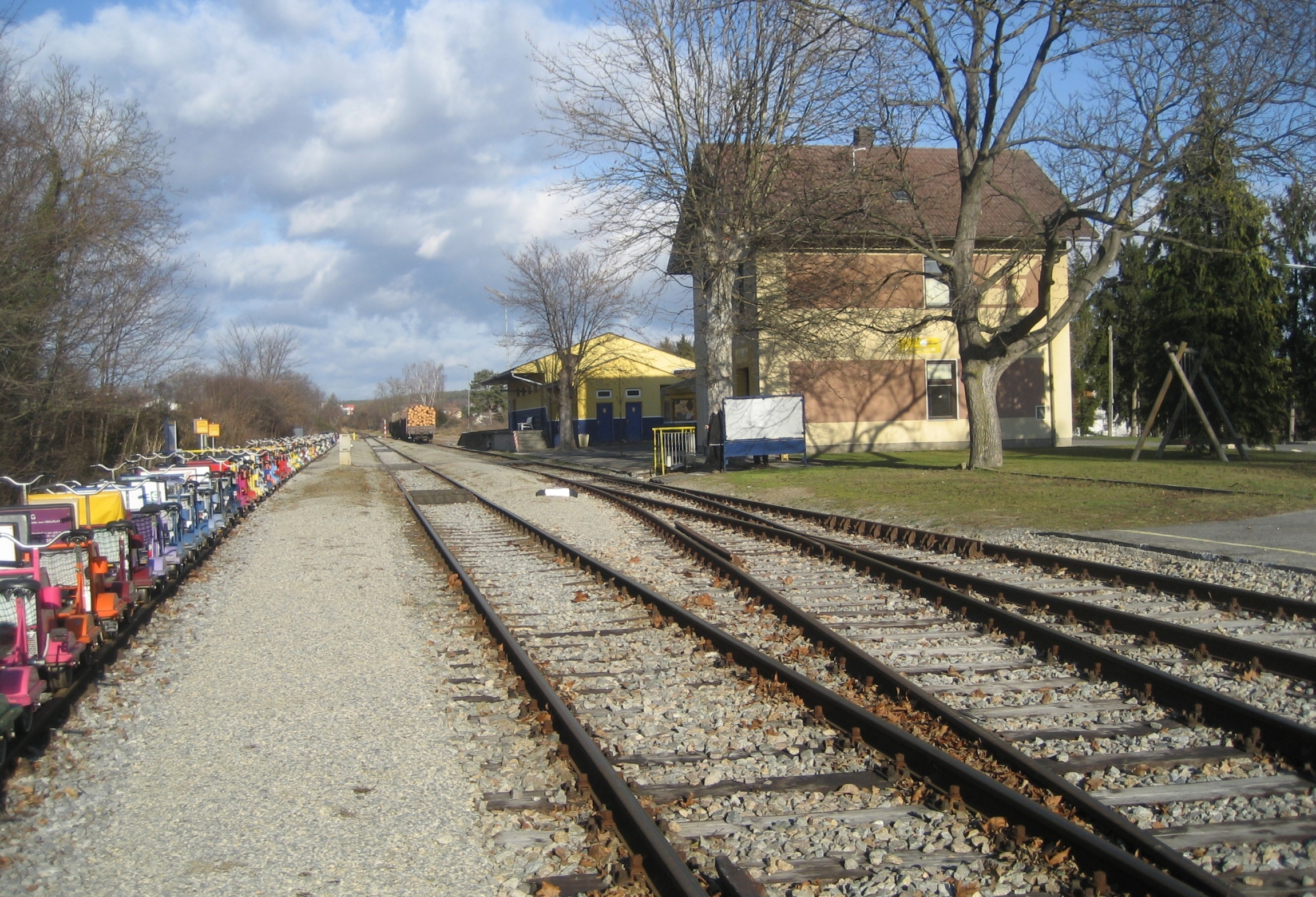
Bahnhof Oberpullendorf
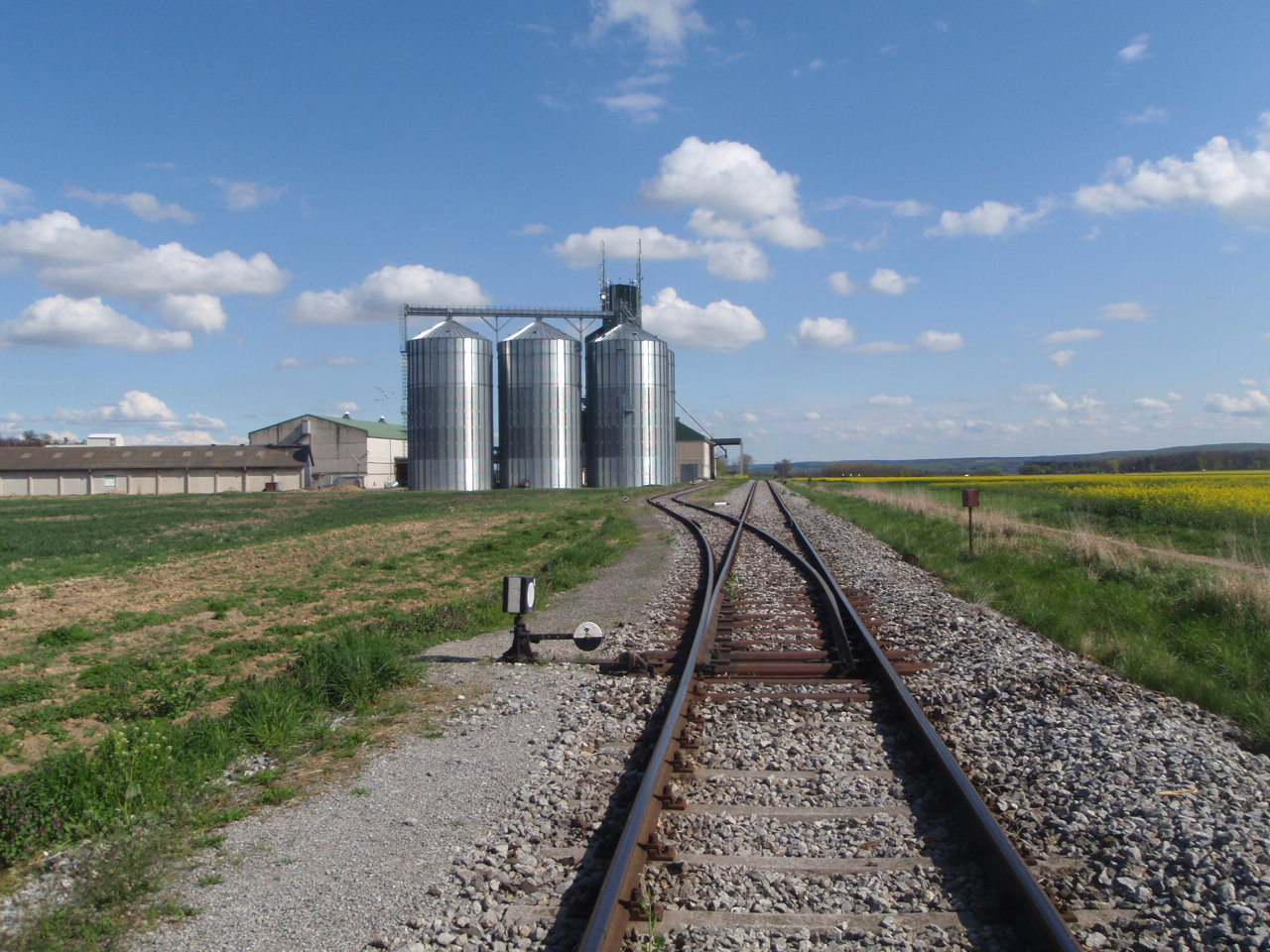
Haltestelle Unterpullendorf, heute Lagerhaus
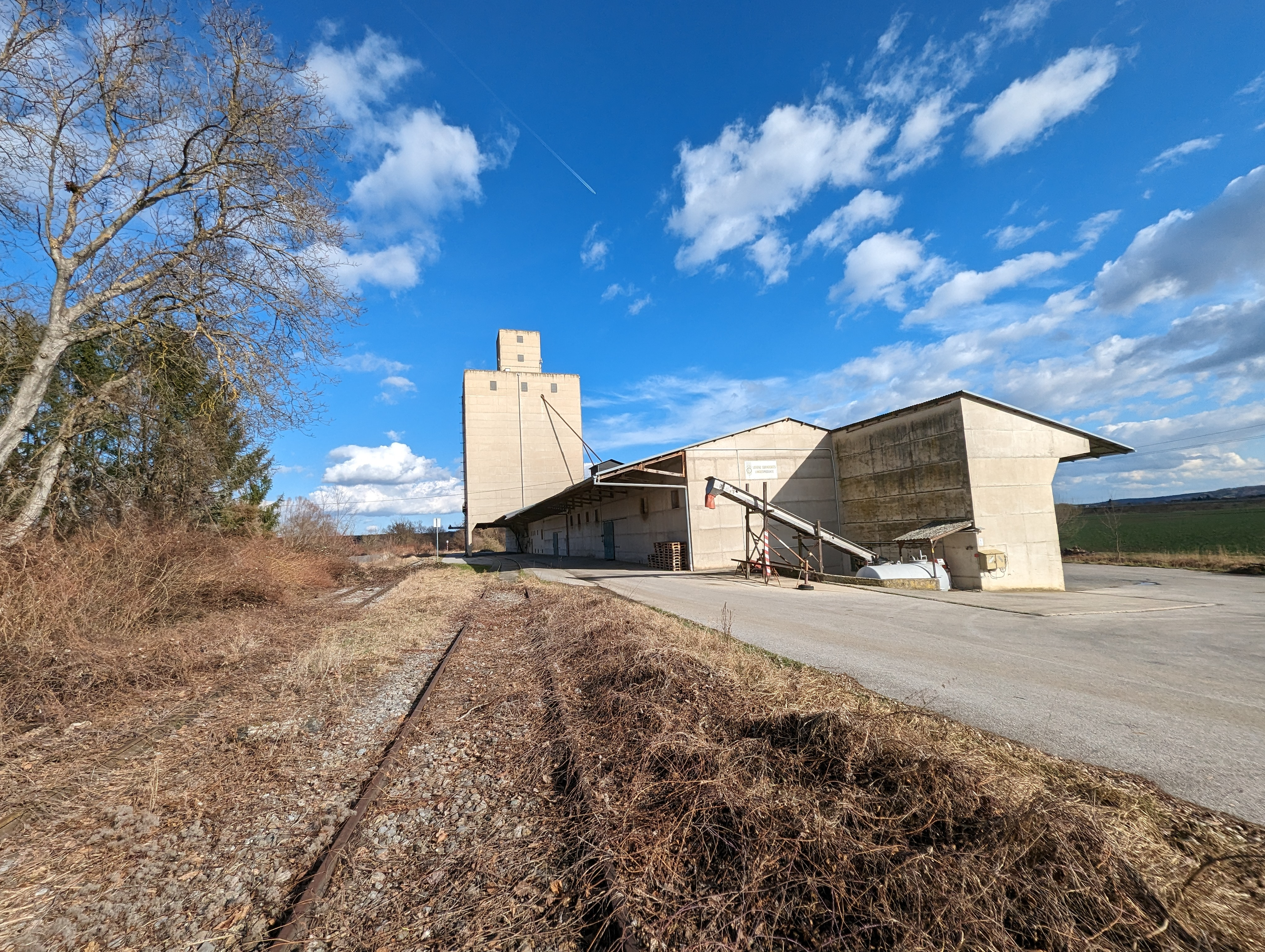
Bahnhof Oberloisdorf
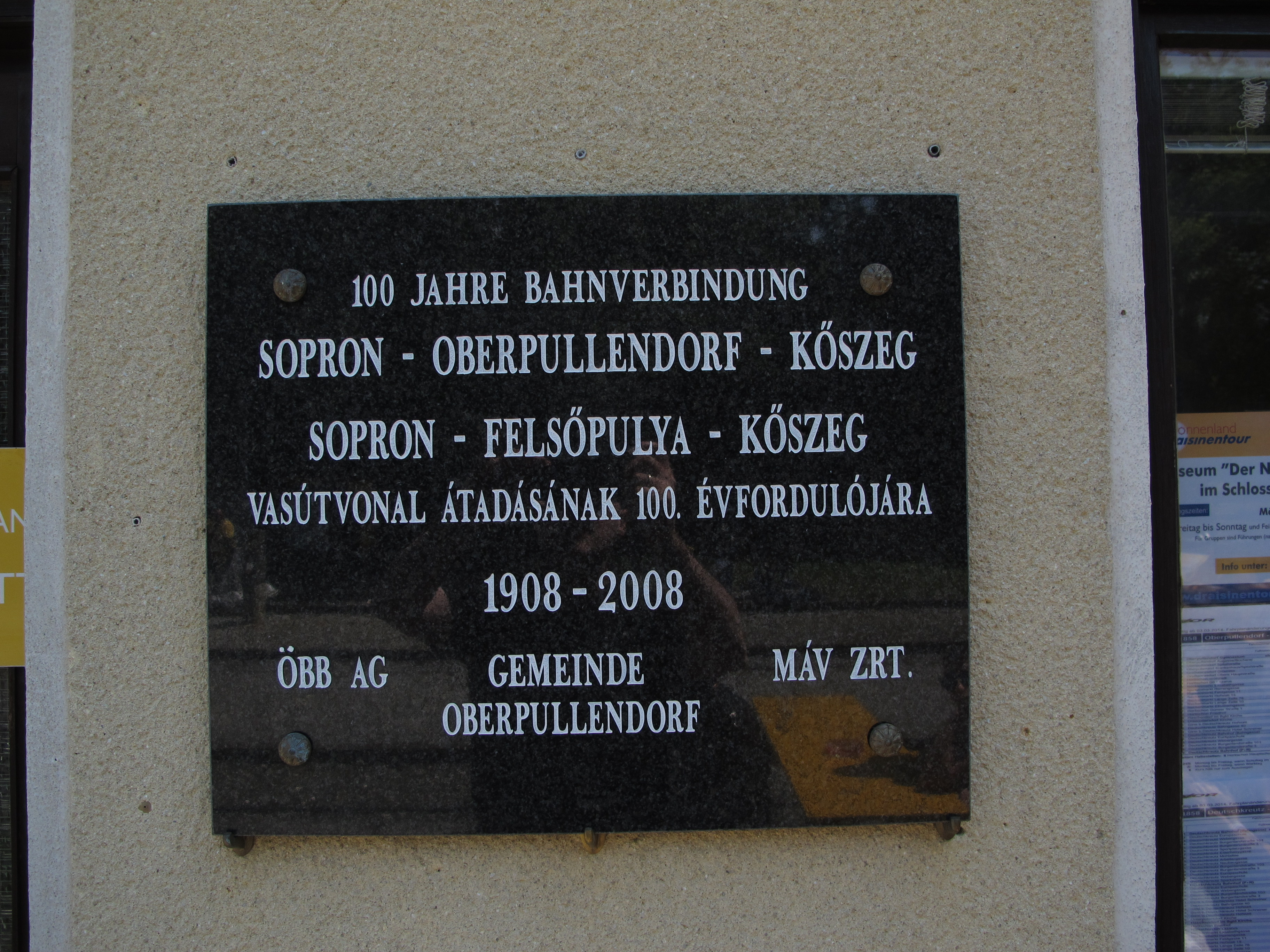
Gedenktafel im Bahnhof Oberpullendorf